# Hypdonus
Hypdonus là một chi bọ cánh cứng trong họ 
Elateridae.
Chi này được miêu tả khoa học năm 1929 bởi Fleutiaux.

## Các loài
Các loài trong chi này gồm:
- Hypdonus bakeri Fleutiaux, 1914
- Hypdonus borneoensis Ôhira, 1973
- Hypdonus fasciatus (Candèze, 1865)
- Hypdonus singaporensis Ôhira, 1970